# Ischnocolus tripolitanus
Ischnocolus tripolitanus là một loài nhện trong họ Theraphosidae.
Loài này thuộc chi Ischnocolus. Ischnocolus tripolitanus được Lodovico di Caporiacco miêu tả năm 1937.